# 乐驰
乐驰，在中国市场上有spark乐驰和宝骏乐驰两个分支，前者是美国雪佛兰公司设计并制造的进口车型，后者是雪佛兰收购韩国大宇之后的改造车型，将大宇品牌改为雪佛兰品牌、并命名为乐驰。两系列车型、价格、配件均有微小差异。
台灣2001年曾由台朔汽車引進